# Selektive Wahrnehmung
Um selektive Wahrnehmung handelt es sich in der Psychologie, wenn die Wahrnehmung durch begrenzte, unterschiedliche oder einseitige Aufmerksamkeit im Hinblick auf die angebotenen Informationen oder Reize eingeschränkt ist.

## Allgemeines
Für den Wahrnehmungsprozess kennzeichnend sind seine Informationsauswahl, die selektive Wahrnehmung, individuelle Interpretation und der Grad der Aktivität in der Erfassung von Sinneseindrücken. Die Wahrnehmung des Menschen ist notwendigerweise selektiv, weil aus der Vielzahl der Objekte und Situationen stets bestimmte, den Bedürfnissen und Erfahrungen des Individuums entsprechende ausgewählt werden. Zudem sorgt vor allem bei Informationsüberflutung oder Reizüberflutung der Thalamus im Zwischenhirn dafür, die Informationen und Reize zu filtern. Das Bild, das sich jemand von der ihn umgebenden Wirklichkeit macht, ist deshalb stets eine individuelle Variante der Realität. Selektive Wahrnehmung sind somit alle tatsächlich wahrgenommenen Informationen aus der Fülle der vorhandenen Informationen.
Selektive Wahrnehmung beruht auch auf der Fähigkeit, Muster zu erkennen, einer grundlegenden Funktion des menschlichen Gehirns. Das Gehirn ist ständig auf der Suche nach Mustern, um neue Informationen in bereits vorhandene besser einordnen zu können. Dabei ist die selektive Wahrnehmung die – meist unbewusste – Suche nach einem bestimmten Muster. Dies ist erforderlich, um die Fülle an Informationen überhaupt bewältigen zu können. Argumente, die die eigene Position stützen, werden stärker wahrgenommen als solche, die sie beschädigen.

## Einflussfaktoren der Wahrnehmung
Mathematisch ausgedrückt ist die vorhandene Menge an Informationen oder Reizen größer als die durch selektive Wahrnehmung registrierten:
{\displaystyle {\text{vorhandene Informationen}}>{\text{tatsächlich registrierte Informationen}}}
Aus Sicht der Kommunikationswissenschaft liegt selektive Wahrnehmung vor, wenn die von einem Absender versandten Nachrichten beim Empfänger zu weniger als 100 % wahrgenommen werden. Selektive Wahrnehmung bedeutet, dass nur einem kleinen Teil der Reize, denen Menschen ausgesetzt sind, ihre Aufmerksamkeit geschenkt wird. Es handelt sich nicht um selektive Wahrnehmung, wenn der Absender Informationen zurückhält. Auch die organischen Restriktionen, dass beispielsweise die menschliche auditive Wahrnehmung nur die Frequenzen zwischen 16 und 20.000 Hertz registrieren kann, sind keine selektive Wahrnehmung.
Ein „Wahrnehmungsfilter“ sorgt dafür, dass die tatsächlich wahrgenommenen Informationen stets geringer sind als die angebotenen. Dabei spielen insbesondere Bedürfnisse, Bestätigungsfehler, Einstellungen, Erfahrungen, das Gesetz der Anziehung, Interessen, Kenntnisse, Reizfilterung, selbsterfüllende Prophezeiung oder der Self-Reference-Effekt eine große Rolle.
- Bedürfnisse: Wer beispielsweise Hunger hat, nimmt eher Lebensmittel wahr als andere Menschen. Wer einen Brief absenden will, sieht plötzlich unterwegs einen Briefkasten, der ihm zuvor nicht aufgefallen ist.
- Bestätigungsfehler sind die Neigung, Informationen so auszuwählen, zu ermitteln und zu interpretieren, dass diese die eigenen Erwartungen erfüllen (bestätigen). Ansichten und Meinungen verfestigen sich immer mehr, gegenteilige Wahrnehmungen werden ausgeblendet.
- Einstellungen wie Optimismus oder Pessimismus: Der Optimist erkennt eher Situationen, die seine positive Haltung bestärken, dem Pessimisten fallen tendenziell die seine negative Haltung bestätigenden Situationen auf. Wer Sauberkeit besonders schätzt, dem wird ein kleiner Fleck auf der eigenen oder fremden Kleidung eher auffallen.
- Erfahrungen beeinflussen die Wahrnehmung dadurch, dass neue Wahrnehmungen, die mit positiven Erfahrungen der Vergangenheit assoziiert werden können, eher verarbeitet werden als mit negativen Erfahrungen verbundene.
- Das Gesetz der Anziehung geht von der Annahme aus, dass Gleiches sich mit Gleichem gesellt. Der Mensch sieht nur das, was er kennt und was in sein Selbstbild passt. Ob es um Arbeitsverhältnisse, Bekanntschaften oder Freundschaften geht, jeder nimmt nur das wahr und zieht genau das an sich, was er aussendet.[6]
- Interessen (persönliche Ziele, Unternehmensziele): Wer beispielsweise ein berufliches Problem hat und darüber Fachliteratur studiert, wird diese lediglich „überfliegen“ und seine Aufmerksamkeit auf Stichworte konzentrieren, die mit der Lösung seines Problems zusammenhängen.[7]
- Kenntnisse: Ein Kriminalbeamter beobachtet im Privatleben zufällige kriminelle Vorkommnisse mit höherer Aufmerksamkeit als andere Bürger. Er beobachtet stärker Täter, Tatopfer, Tathergang und Tatmittel, weil seine beruflichen Kenntnisse ihm nahelegen, genauer hinzuschauen.
- Reizfilterung bewirkt fokussierte Aufmerksamkeit. Menschen mit Über- und Untersensibilitäten haben es schwer, ihre Aufmerksamkeit angemessen auszurichten.
- Selbsterfüllende Prophezeiung: Bestätigungsfehler können dazu führen, dass jemand unbewusst dazu beiträgt, dass die eigenen Erwartungen tatsächlich eintreten.
- Der Self-Reference-Effekt lässt Personen sich an jene Ereignisse besser erinnern, die in Bezug zum eigenen Selbstkonzept stehen. Damit kann das Selbstkonzept die selektive Wahrnehmung beeinflussen.

Diese Kriterien haben zur Folge, dass dieselbe Information oder derselbe Reiz durch mehrere Personen sehr unterschiedlich wahrgenommen wird.
Selektive Wahrnehmung kann auch durch Bahnung (englisch priming) oder Framing (deutsch „Einrahmen“) hervorgerufen werden.

## Arten
Die Tendenz, selektiv wahrzunehmen, ist zwar bei allen Menschen vorhanden, jedoch nicht einheitlich ausgeprägt. Die eher verschlossenen Typen (englisch closed minded) empfinden Dissonanzen grundsätzlich als schlecht und suchen stets nach Konsonanz. Sie laufen Gefahr, durch die einseitige Auswahl von Informationen an falschen früheren Entscheidungen festzuhalten oder sich in neuen Situationen falsch zu verhalten. Die Aufgeschlossenen (englisch open minded) streben zwar ebenfalls nach Konsonanz, sie sind dagegen durchaus bereit, sich mit dissonanten Kognitionen auseinanderzusetzen.

## Im Alltag
Selektive Wahrnehmung spielt unter anderem eine Rolle bei Kaufentscheidungen, Risikowahrnehmung und Werbung.
Aufgrund der Markttransparenz liegen einem Wirtschaftssubjekt für Kaufentscheidungen viele Informationen und Reize vor, die je nach dem Grad der gedanklichen Steuerung und der psychischen Aktivierung von Spontankauf (meist Billigware) bis zur extensiven Kaufentscheidung (Luxusgüter) mehr oder weniger stark berücksichtigt werden. Die Risikowahrnehmung wird von der Risikoeinstellung beeinflusst. Der Risikoscheue nimmt potenzielle Risiken eher wahr als der Risikofreudige, für den Risiko erst bei größeren Risiken vorhanden ist; dies ist selektive Wahrnehmung. Die Werbung nutzt unter anderem die selektive Wahrnehmung, indem sie nur solche Reize anbietet, die die Aufmerksamkeit des Verbrauchers erregen. Das gelingt insbesondere durch Suggestivwerbung, um die Aufmerksamkeit des Verbrauchers zu erlangen.
Möglicherweise ist auch das Phänomen der Blickführung im Straßenverkehr auf selektive Wahrnehmung zurückzuführen.

## Sonstiges
Vom beschriebenen psychologischen Phänomen abweichend, spricht man im Volksmund auch häufig dann von „selektiver Wahrnehmung“, wenn ein Mensch auf ein bestimmtes Thema fixiert ist, seine Lebensprioritäten verschoben sind, er nur noch bestimmte Informationen ausfiltert und Aussagen zu diesem Thema – für ihn ein Reizthema – verstärkt wahrnimmt und andere Informationen mit gleicher Priorität überhaupt nicht mehr erkennt oder nur noch spärlich bemerkt, als hätte er eine Brille auf, die nur bestimmte Spektralfarben durchlässt, hier die Aspekte seines „Reizthemas“. Er nimmt nur noch das wahr, was er glaubt, darin zu erkennen, während alles andere ausgeblendet wird.